# Château de Sesimbra
Le château de Sesimbra, est une fortification militaire située dans la freguesia de Castelo, sur le territoire de la municipalité de Sesimbra (district de Setúbal, Portugal),.
Le château médiéval se dresse en position dominante sur une falaise, au-dessus d'une crique qui forme un port naturel sur la péninsule de Setúbal, entre les estuaires du Tage et du Sado, à quelques kilomètres du cap Espichel. Il est classé Monument national depuis1910.

## Historique
La première occupation humaine de cette partie du littoral remonte à la Préhistoire, conditionnée par l'existence de grands estuaires, la fertilité des terres et la richesse de la pêche. À l'époque historique, la crique de Sesimbra aurait servi de mouillage naturel aux marins méditerranéens, aux Phéniciens, aux Grecs et aux Carthaginois. Plus tard, des vestiges archéologiques de céramique, notamment des amphores, des pièces de monnaie et des tombes, dont une partie a été retrouvée dans la zone du château, témoignent de la romanisation.
Successivement occupée par les Wisigoths et les Musulmans, ces derniers auraient érigé la fortification originelle.

### Le château médiéval

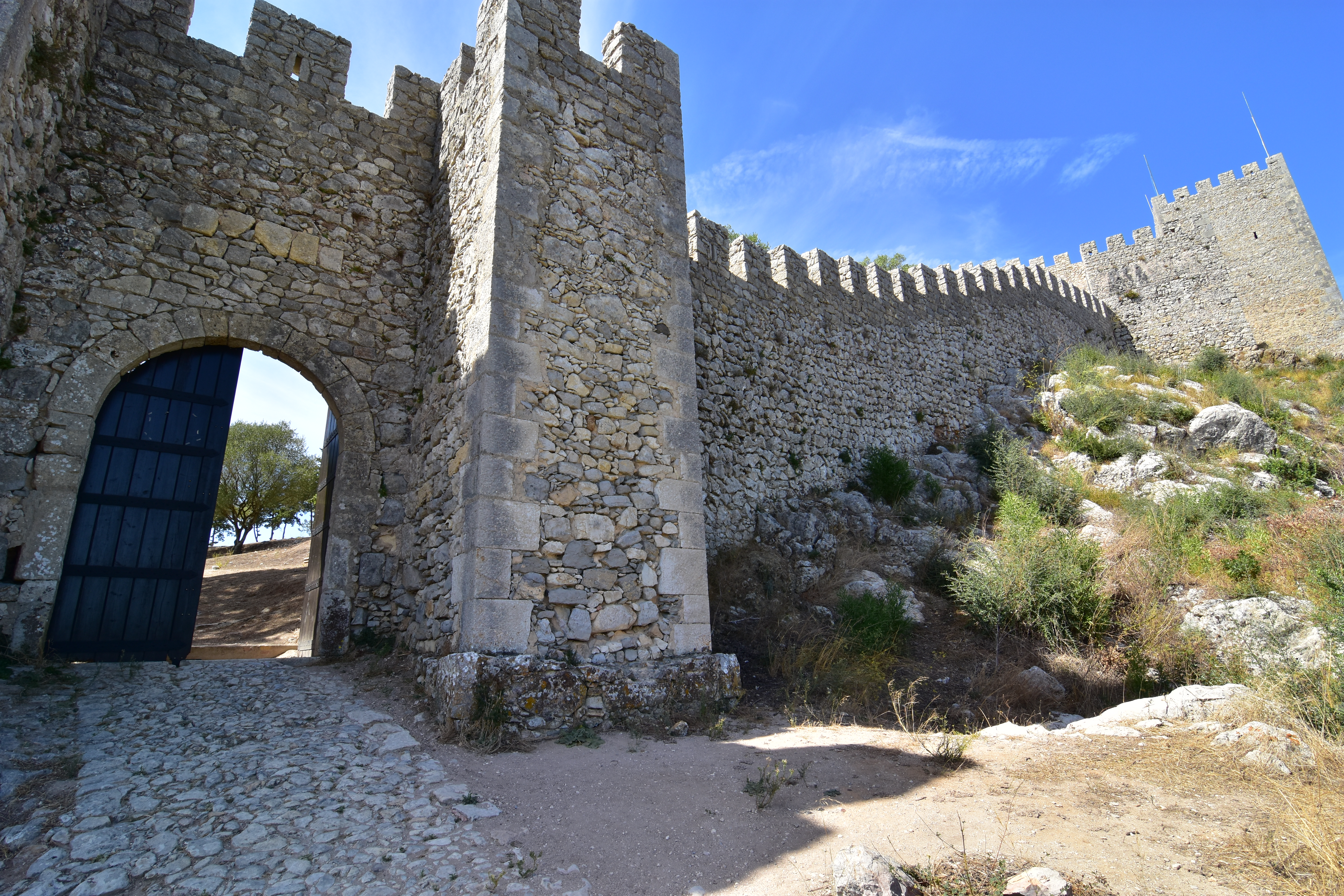

Lors de la Reconquête chrétienne de la péninsule Ibérique, après la conquête de Lisbonne (1147), la possession de cette région oscilla entre musulmans et chrétiens. Faiblement garnie, la fortification de Sesimbra fut initialement prise par les forces d'Afonso Henriques (1112-1185) le 21 février 1165, qui répara et renforça les défenses.
La conquête du château de Silves en 1189 par les forces du roi Sanche Ier (1185-1211) déclencha une contre-offensive musulmane qui se solda non seulement par la perte de Silves, mais aussi d'une grande partie de l'Alentejo, jusqu'à la rive gauche du Tage. Les habitants de Sesimbra, alertés par la chute d'Alcácer do Sal et affaiblis par la peste qui sévissait alors dans le royaume, abandonnèrent la ville, qui fut alors occupée et rasée par les forces du calife almohade Abu Yusuf Yaqub al-Mansur (1191).
Le roi Sanche Ier (1185-1211) reprit possession de cette ville vers 1200 avec l'aide de croisés venus d'Europe du Nord, à qui il offrit des terres pour la colonisation. Le 15 août 1201, le souverain accorda une charte à la ville, lui ordonnant de reconstruire le château depuis les fondations. Cette charte fut confirmée par son fils et successeur, Alphonse II de Portugal (1211-1223).
Sous le règne de Sanche II (1223-1248), les domaines de Sesimbra et son château furent cédés aux chevaliers de l'Ordre de Santiago (19 février 1236), en la personne de leur Grand Maître, Paio Peres Correia. Ces moines intensifièrent leurs efforts pour repeupler la région en accordant des privilèges aux pêcheurs et en établissant un refuge pour les habitants. Cette donation à l'Ordre fut confirmée le 22 février 1255 par Alphonse III de Portugal (1248-1279).
Sous le règne du roi Denis Ier (1279-1325), de nouveaux privilèges furent accordés aux habitants : le souverain reconfirma la charte et éleva la colonie au rang de ville, établissant le conseil correspondant en 1323, et créant également Póvoa da Ribeira de Sesimbra, à proximité du port. Certains auteurs pensent que, à l'instar des actions qui caractérisèrent le gouvernement de ce souverain, des améliorations furent également apportées à la défense du château durant cette période.
Alphonse IV (1325-1357) et Ferdinand Ier (1367-1383) confirmèrent également la charte de Sesimbra.

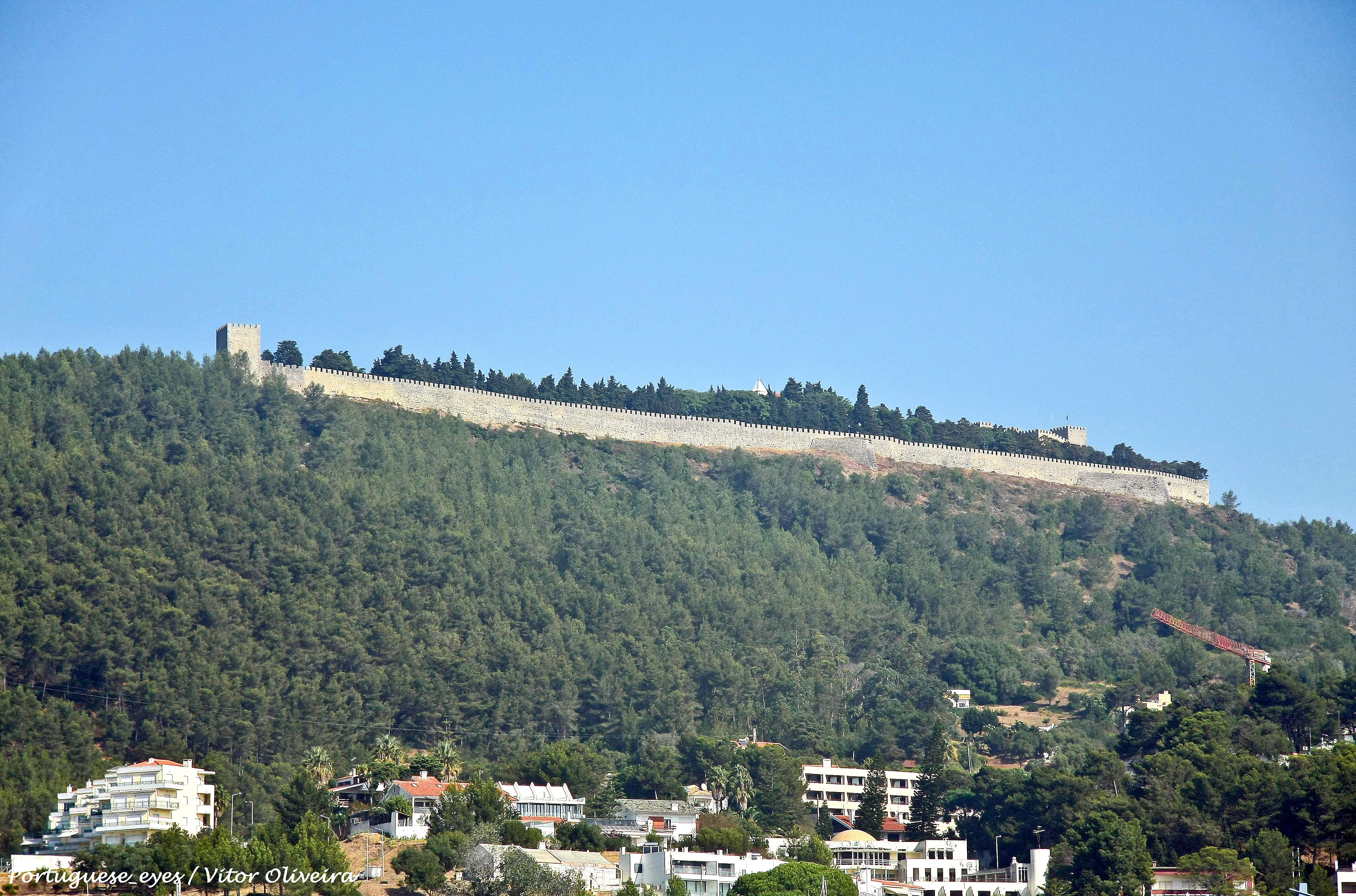

Le château commença à perdre de son importance au XIVe siècle. Durant la crise portugaise de 1383-1385, lorsque le siège de Lisbonne fut levé en 1384, la ville de Sesimbra fut occasionnellement pillée par des navires castillans. Au cours des siècles suivants, le village proche du port surpassa la vieille ville en taille et en importance, principalement après les découvertes maritimes portugaises, lorsque la construction navale et l'approvisionnement des navires se développèrent. Manuel Ier (1495-1521) accorda la Nouvelle Charte à la ville (1514), période pendant laquelle il construisit une nouvelle fortification à côté de la plage, sous l'invocation de saint Valentin (Forte de São Valentim , également appelé Forte da Marinha), avec de l'artillerie.
Le témoignage le plus important sur le château de cette époque est le rapport de visite établi en 1516 par D. Georges de Lancastre, alors Maître de l'Ordre de Santiago, fils illégitime de Jean II (1481-1495), publié par le capitaine Sousa Larcher. Il indique que la porte principale du château, en pierre, avec ses parties en bois neuves et bien réparées, s'ouvrait entre deux tourelles solides. À sa droite se trouvait la résidence du maire, composée d'un salon, de trois chambres et d'une cuisine, sur un étage, au-dessus de quatre magasins au rez-de-chaussée. L'un des magasins abritait la citerne, les autres la cave, le grenier à foin et les écuries. La partie supérieure de ce bâtiment était reliée, par un couloir, au donjon, qui commençait alors à tomber en ruine. À gauche se trouvait une autre maison, semblable à la première, dont l'usage est aujourd'hui inconnu.
Certains chercheurs admettent que Manuel Ier et son successeur, Jean II (1521-1557), y résidèrent à certaines époques.

### De la guerre de Restauration à nos jours
À l'époque de la Restauration de l'indépendance portugaise (pt), le château médiéval subit des travaux pour adapter sa structure aux nouvelles techniques de fortification imposées par le développement de l'artillerie, recevant des demi-lunes triangulaires. Parallèlement, le nouveau fort de Santiago de Sesimbra fut construit près de la plage , sur les vestiges du Fort de São Valentim, aujourd'hui en ruine.
Au milieu du XVIIIe siècle, le tremblement de terre de 1755 causa de graves dommages au vieux château, dont l'importance stratégique est depuis compromise.
Bien que la ville ait été impliquée dans la guerre d'indépendance espagnole et la guerre civile portugaise, on ne dispose d'aucune information sur son château durant cette période. À la fin du XIXe siècle, la côte de Sesimbra fit l'objet de campagnes océanographiques menées par le souverain Charles de Portugal (1889-1908). Cependant, sans accès terrestre jusqu'au XXe siècle, la ville resta relativement isolée durant cette période, dont elle ne sortit qu'avec le développement du tourisme dans la seconde moitié du XXe sièclee.
Le château est classé Monument national par décret publié le 23 juin 1910. Ce n'est qu'entre les années 1930 et 1940 que l'action des pouvoirs publics se fait sentir, à travers des interventions de consolidation et de restauration menées par la Direction Générale des Bâtiments et des Monuments Nationaux (DGEMN). Actuellement, le château de Sesimbra est dans un état de conservation relativement bon.

## Caractéristiques
Le château de Sesimbra se dresse à 240 m au-dessus du niveau de la mer et présente un plan irrégulier et allongé, orienté nord-est-sud-ouest.
À l'extrémité nord se trouve l'Alcazaba médiévale, de plan approximativement quadrangulaire, dominée par deux tours, dont le donjon, de plan quadrangulaire, dont l'étage supérieur est couvert d'une voûte à caissons. À l'extrémité opposée se dresse une tour de guet, également de plan quadrangulaire.
Sur le mur crénelé, on trouve quatre bastions du XVIIe siècle (deux au nord et deux au sud) et deux portes : la Porta do Sol, au nord-est, et la Porta da Azóia, au nord-ouest. Sur le quai subsistent l'église de Nossa Senhora do Castelo (construite en 1160 et restaurée en 1721) et les vestiges de l'hôtel de ville, à côté de l'une des trois citernes .

## Galerie

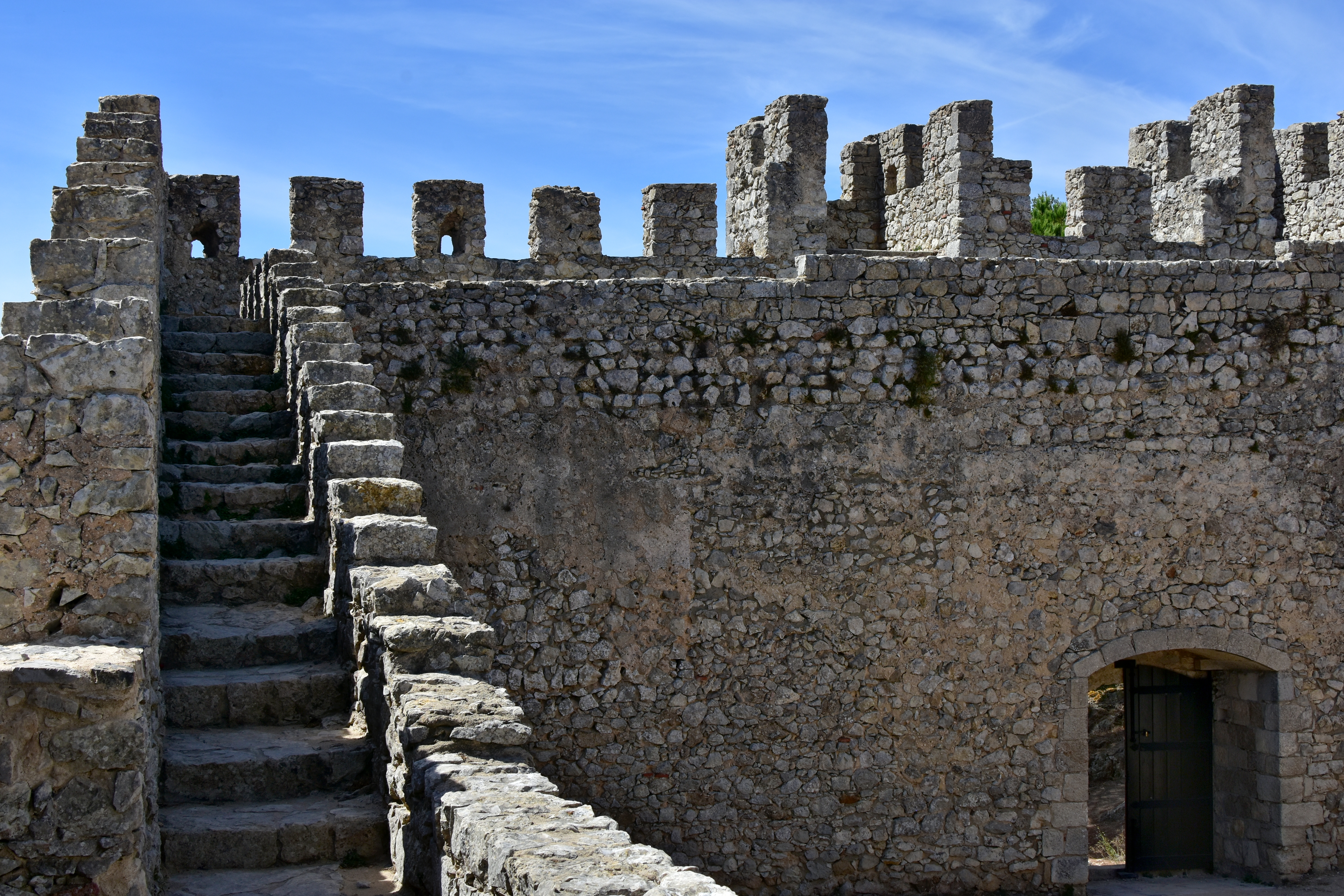
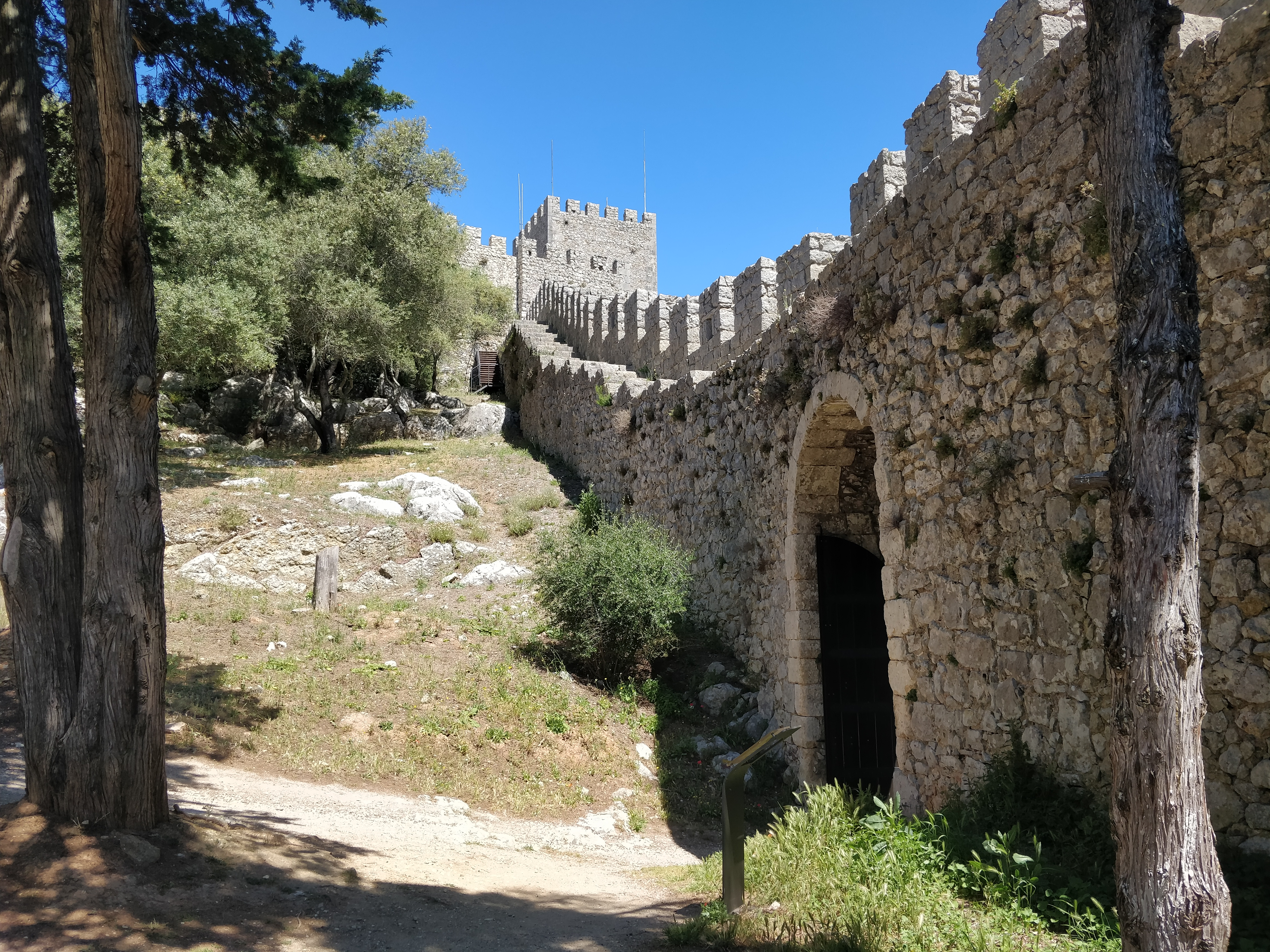
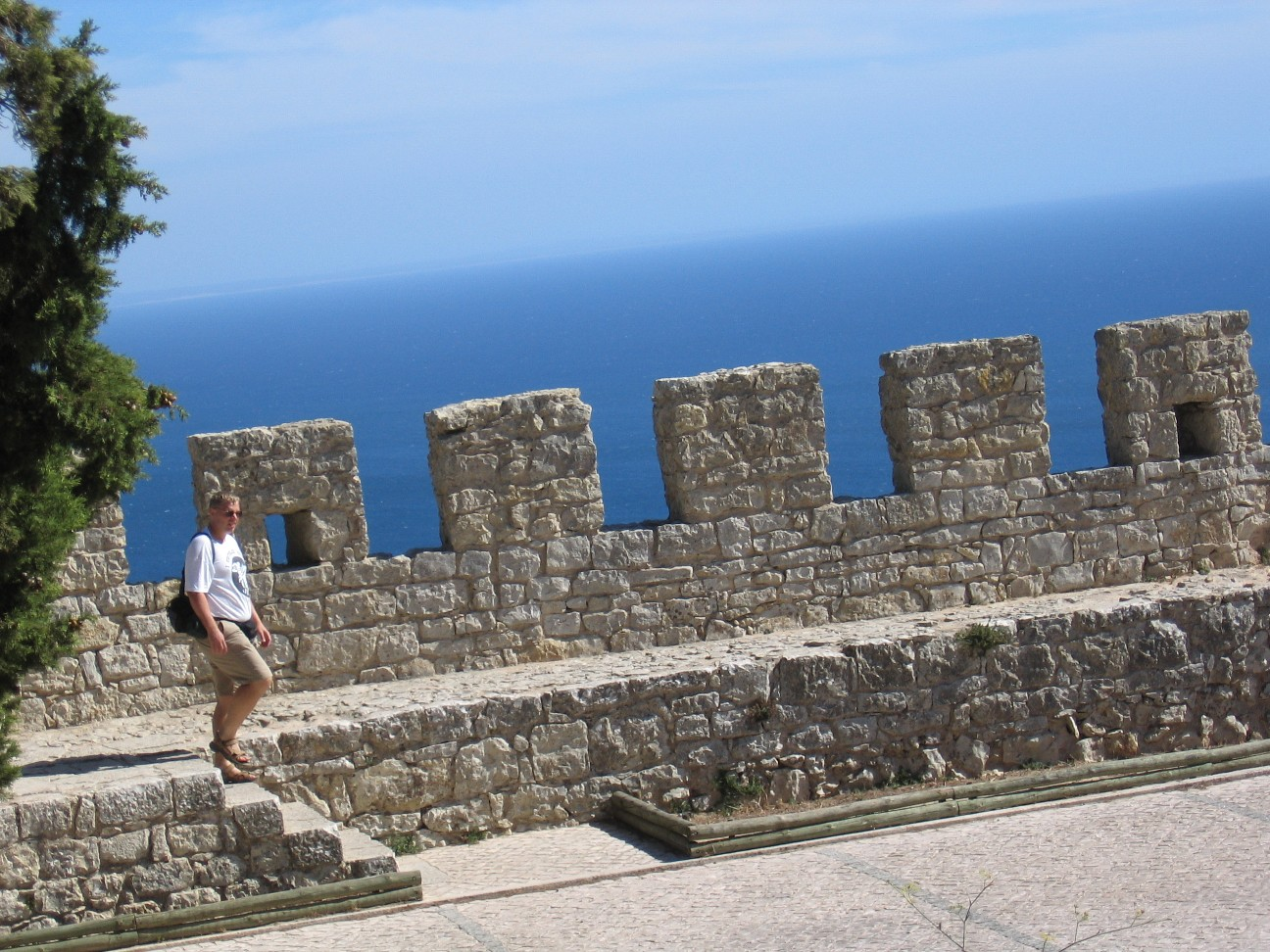
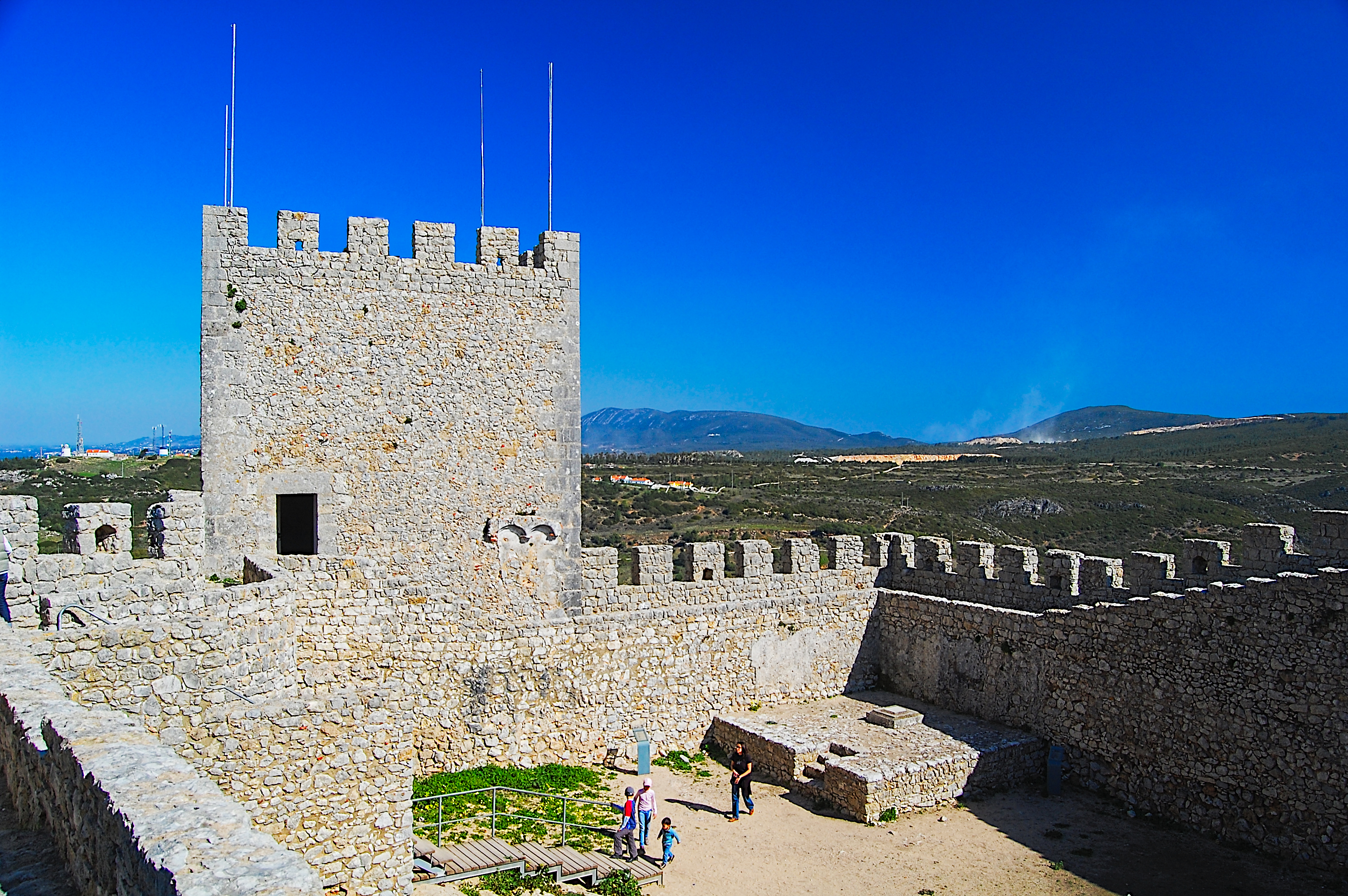
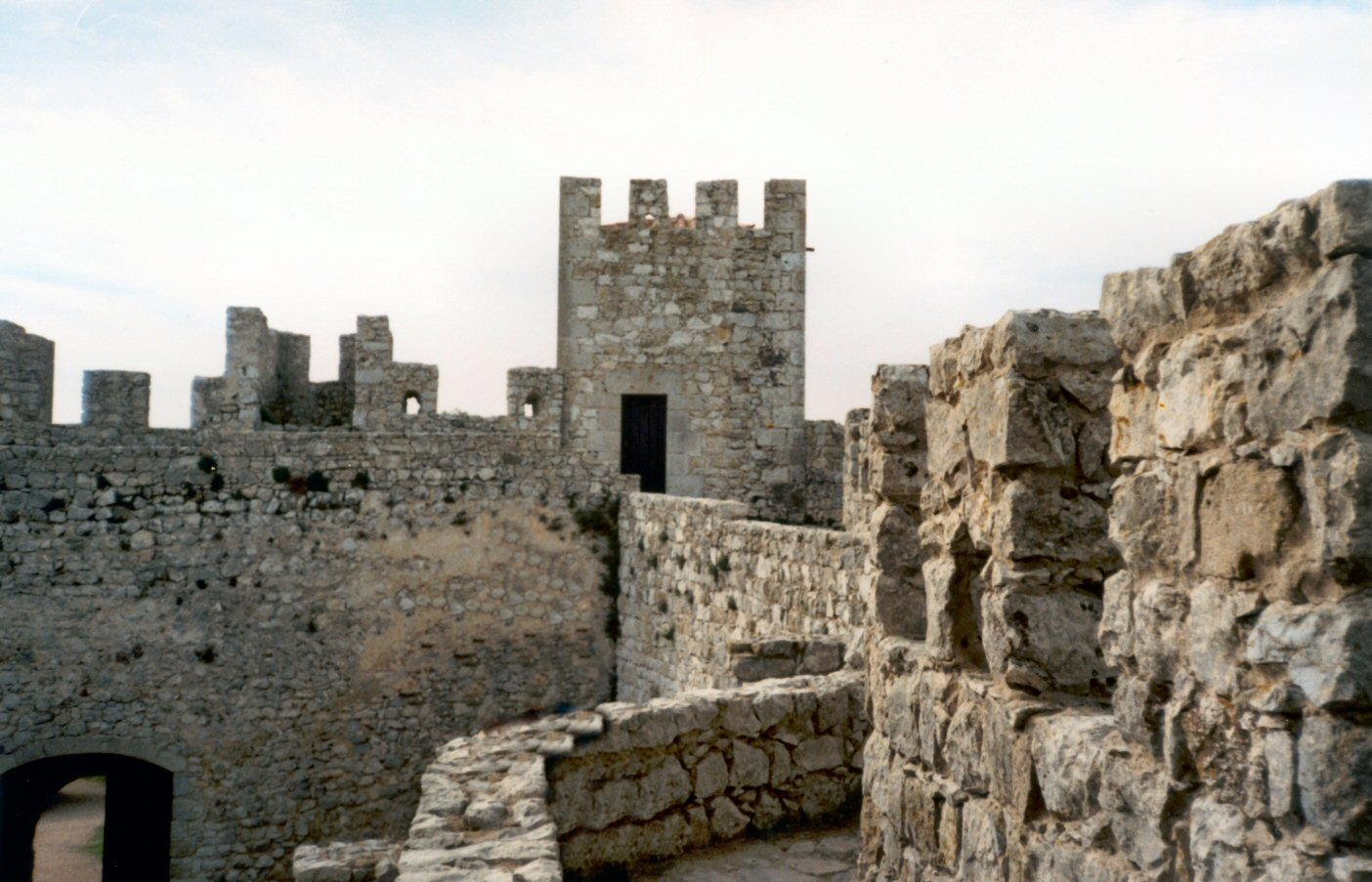
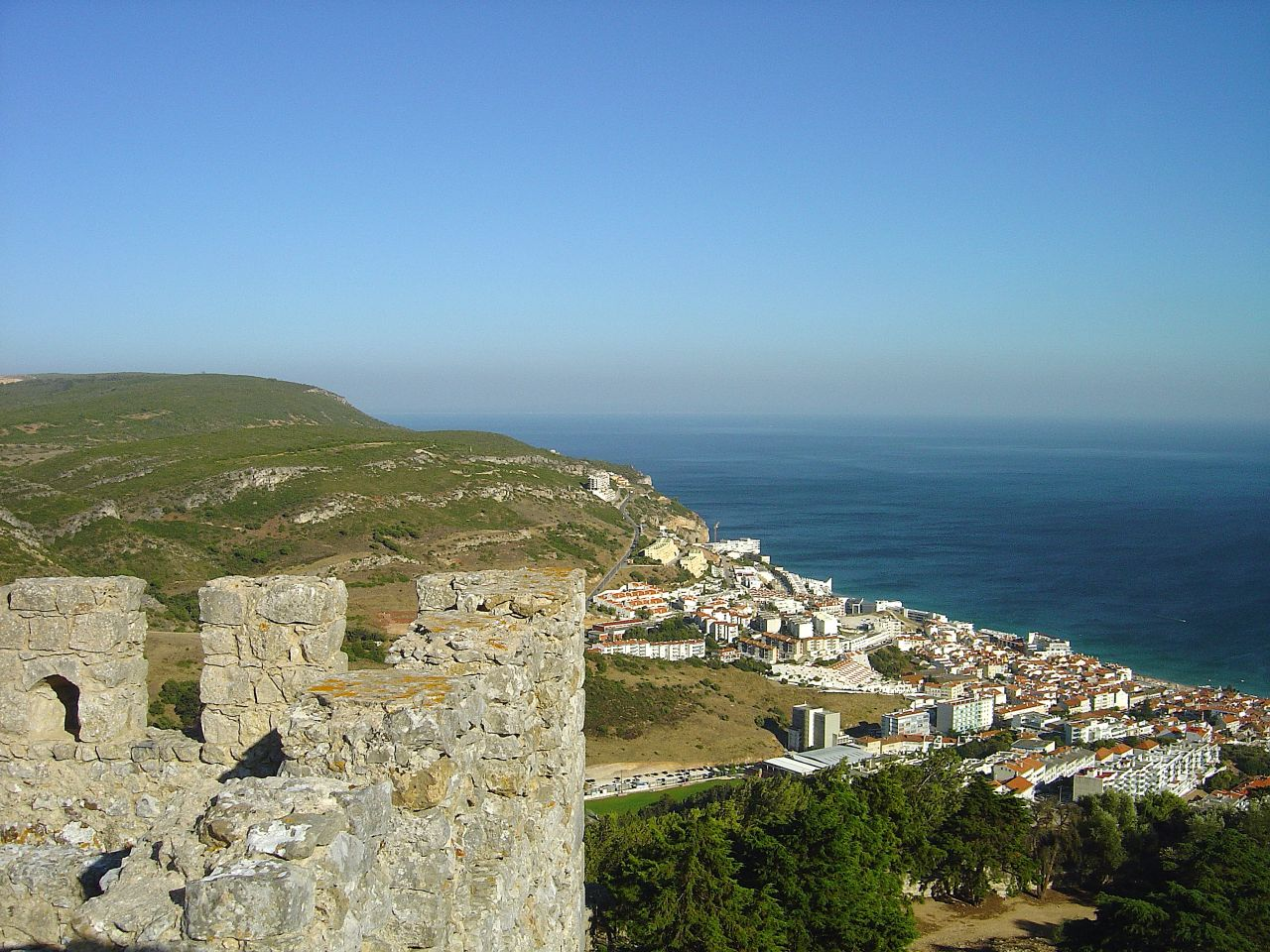